# A morte!
A morte! è un film del 2010 scritto e diretto da Gianluca Sulis. Il film è stato distribuito nelle sale italiane il 25 maggio 2012.

## Trama
Marco, dopo essersi laureato a pieni voti, è in cerca di lavoro. La cosa non si rivela semplice e dopo una breve esperienza in un call center, decide di prendere una seconda laurea. Ma quando capira` che non sono i più meritevoli a venire premiati, inizierà a crescere in lui una profonda rabbia. Rapirà quindi due dei principali rappresentanti di quell'ingiustizia che vede ogni giorno intorno a sé, un politico e un insegnante. Questi verranno portati in una miniera abbandonata e sottoposti a una serie di domande il cui il ragazzo indaghera` sui mali dell'istruzione, della politica e della società italiana.

## Riprese
Il film è stato girato interamente in Sardegna, principalmente nei paesi di Cagliari e Tonara.